# The Original Kings of Comedy
The Original Kings of Comedy es una película documental estadounidense del año 2000 dirigida por Spike Lee, que presenta las rutinas de comedia de Steve Harvey, D.L. Hughley, Cedric the Entertainer y Bernie Mac durante la gira de stand-up Kings of Comedy.

## Descripción
Filmada frente a un público en directo en el Charlotte Coliseum de Charlotte, Carolina del Norte, los comediantes dan a la audiencia sus puntos de vista sobre la cultura afroamericana, las relaciones raciales, la religión y la familia. Fue producida por MTV Productions y Latham Entertainment, y contó con la distribución de Paramount Pictures. Se rodó durante las dos últimas noches (26 y 27 de febrero de 2000) de la mencionada gira y sus rutinas en el escenario se intercalan con breves secciones de video que muestran a los comediantes entre bastidores, promocionando el programa en la radio, en el hotel y durante un partido de baloncesto.

## Recepción
The Original Kings of Comedy fue producida con un presupuesto estimado de tres millones de dólares. En su fin de semana de apertura, recaudó más de once millones en 847 pantallas, con un promedio de unos trece mil dólares por sala y se clasificó como la segunda película más taquillera de ese fin de semana, por detrás de The Cell. Finalmente obtuvo un total de 38 168 022 dólares en taquilla.
En Rotten Tomatoes actualmente cuenta con una aprobación de 83% basada en las reseñas de 103 críticos.

## Premios y reconocimientos

### NAACP Image
- 2001 - Película destacada (nominación)[7]

### Asociación de Críticos de Chicago
- 2001 - Mejor documental (nominación)[7]